# 下主音
下主音（かしゅおん 英: Subtonic）は、全音階の第vii度音のうち、主音の短7度上、長2度下の音を指す。

## 概要
長調では旋律的長音階下行形の第7音である，短調では自然短音階、旋律的短音階下行形の第7音である。
ハ長調では変ロ、イ短調ではトの音である。